# Ester Mägi
Ester Mägi (* 10. Januar 1922 in Tallinn; † 14. Mai 2021) war eine estnische Komponistin.

## Ausbildung
Ester Mägi begann als 16-Jährige mit dem Klavierunterricht. Bis 1951 studierte sie Komposition bei Mart Saar am Konservatorium in Tallinn, der heutigen Estnischen Musikakademie. Von 1951 bis 1954 studierte sie am Moskauer Konservatorium unter Wissarion Schebalin.

## Werk
Ester Mägi war wohl die bedeutendste Komponistin Estlands im 20. Jahrhundert. Berühmt sind vor allem ihre Klaviersonate (1949), das Trio in d-Moll (1950), ein Klavierkonzert (1953), ein Violinkonzert (1958), eine Sinfonie (1968) und ihre Komposition Pietà (1990). Ihr Orchesterwerk Bukoolika (1983) erklang unter Dirigenten wie Eri Klas und Peeter Lilje oft als „Visitenkarte der estnischen Musik“ bei Auslandsgastspielen.
Daneben hat Ester Mägi zahlreiche Werke der Kammermusik und Chormusik komponiert. In ihrem künstlerischen Schaffen sind die Einflüsse der traditionellen estnischen Volksmusik erkennbar.
Neben ihrer Arbeit als Komponistin war sie von 1954 bis 1984 Dozentin für Musiktheorie am Konservatorium in Tallinn.

## Auszeichnungen (Auswahl)
- Staatspreis der Estnischen Sozialistischen Sowjetrepublik (1980)
- Estnischer Jahrespreis für Musik (1985)
- Orden des Staatswappens V. Klasse (1998)
- Ehrendoktorwürde der Estnischen Musikakademie (1999)
- Culture Prize of the Republic of Estonia for the longtime outstanding creative activity (2014)

## Diskographie (Auswahl)
- Orchestral Music. Estonian National Symphony Orchestra, Arvo Volmer, Mihkel Kütson. Toccata Classics 2007[3]
- Ein musikalisches Porträt. Neeme Järvi u. a. Antes Edition 1998[4]